# Neuroleon roscidus
Neuroleon roscidus är en insektsart som först beskrevs av Navás 1937.  Neuroleon roscidus ingår i släktet Neuroleon och familjen myrlejonsländor. Inga underarter finns listade i Catalogue of Life.